# صموئيل صموئيل
صموئيل صموئيل (3 أغسطس 1966 بيساو غينيا بيساو - ) هو لاعب كرة قدم برتغالي يلعب كمدافع.

## روابط خارجية
- صموئيل صموئيل على موقع قاعدة بيانات كرة القدم.إي يو (الإنجليزية)
- صموئيل صموئيل على موقع ناشيونال فوتبول تيمز (الإنجليزية)
- صموئيل صموئيل على موقع Soccerway.com (الإنجليزية)
- صموئيل صموئيل على موقع عالم كرة القدم.نت (الإنجليزية)